# Ramseur
Ramseur es un pueblo ubicado en el condado de Randolph y en el estado estadounidense de Carolina del Norte. La localidad en el año 2000, tenía una población de 1.588 habitantes en una superficie de 4,3 km², con una densidad poblacional de 373,7 personas por km².

## Geografía
Ramseur se encuentra ubicado en las coordenadas 35°44′1″N 79°39′14″O / 35.73361, -79.65389. Según la Oficina del Censo, la localidad tiene un área total de 4,3 km² (1,7 mi²), de la cual 4,2 km² (1,6 mi²) es tierra y 0,1 km² (0 mi²) (1.80%) es agua.

### Localidades adyacentes
El siguiente diagrama muestra a las localidades en un radio de 16 kilómetros (9,9 mi) de Ramseur.

## Demografía
En el 2000 la renta per cápita promedia del hogar era de $32.961, y el ingreso promedio para una familia era de $42.153. El ingreso per cápita para la localidad era de $15.411. En 2000 los hombres tenían un ingreso per cápita de $28.500 frente a $20.848 para las mujeres. Alrededor del 14,80% de la población estaba bajo el umbral de pobreza nacional.